# Сорокина, Лариса Владимировна
Лариса Владимировна Сорокина (род. 17 июля 1966 года) — российский художник, член-корреспондент Российской академии художеств (2016).

## Биография
Родилась 17 июля 1966 года.
В 1988 году — окончила ГИТИС имени А. В. Луначарского.
С 2012 года — член Творческого союза художников России.
В 2016 году — избрана членом-корреспондентом Российской академии художеств от Отделения живописи.
Основные произведения: «Тропики»(2013. Холст, темпера. 50х100), «Будда. Ледник Титлис. Швейцария» (2010. Бумага, пастель. 51х63), «Сезоны» (2017. Холст, акрил. 80х70), «Геликония» (2011. Холст, темпера. 75х55), «Драцена» (2012. Холст, темпера. 100х80), «Своя Вселенная» (2018. Холст, масло. 120х110), «Спаси и сохрани. Диптих» (2018. Холст, масло. 110х200), «Дуализм. Диптих» (2018. Холст, масло. 110х180), «Неупиваемая чаша» (2019. Холст, масло. 80х80) «Вдоль Оки» (2019. Холст, масло. 90х100) и др.
Произведения находятся в коллекции Тарусской картинной галереи.